# Links Park
Der Links Park ist ein Fußballstadion in der schottischen Stadt Montrose. Die Anlage ist seit dem Jahr 1887 Heimspielstätte des FC Montrose. Die Kapazität beträgt 4936 Zuschauer, davon 1338 Sitzplätze. Gespielt wird auf Kunstrasen.

## Geschichte

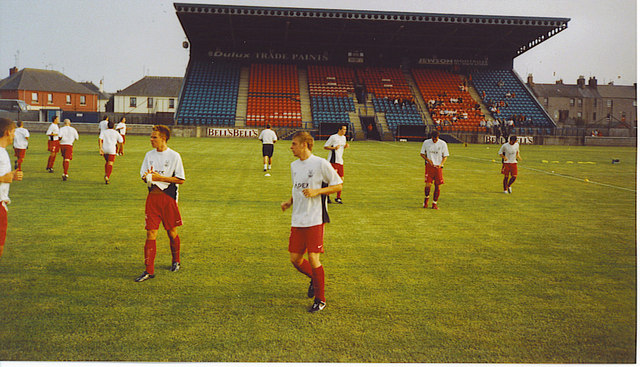
Haupttribüne im Jahr 2006

Der im Jahr 1879 gegründete FC Montrose eröffnete im Jahr 1887 den Links Park. Um das neue Gelände zu finanzieren, vermietete der Verein den Platz für Zirkusse und als Viehweide. Im Jahr 1920 konnte der Verein 150 Pfund aufbringen, um eine Tribüne zu kaufen, die zuvor bei den Highland Games genutzt worden war. In den 1960er Jahren wurde ein Dach über dem Ende des Geländes an der Wellington Street gebaut. Im Jahr 1971 wurden Flutlichter installiert, die erstmals in einem Spiel gegen Stranraer zum Einsatz kamen. Der Rekordbesuch liegt bei 8983 Zuschauern, der im März 1973 bei einem schottischen Pokal-Viertelfinale gegen den FC Dundee erzielt wurde.
Der Links Park wurde in den 1990er Jahren für eine Million Pfund modernisiert, nachdem der Verein von Bryan Keith übernommen worden war. Die hölzerne Haupttribüne wurde durch einen freitragenden Neubau für 1258 Personen ersetzt. Keith kaufte das Gelände 1995 für eine halbe Million Pfund und gewährte dem Verein einen 25-jährigen Mietvertrag ohne Mietzahlungen.
Das britische Pharmaunternehmen GlaxoSmithKline gewährte dem Verein im Jahr 2006 einen Zuschuss in Höhe von 250.000 Pfund, um einen Kunstrasen zu installieren. Dieser Platz wurde 2015 durch einen neuen 3G Synthetic ersetzt.
Die aktuelle Stadionkapazität beträgt 4936. Die Haupttribüne mit 1338 Sitzplätzen auf der Südseite und der Westtribüne mit 1582 Stehplätzen. Auf der Nord- und Ostseite gibt es weitere etwa 2000 Stehplätze.